# Eutreta novaeboracensis
Eutreta novaeboracensis es una especie de insecto del género Eutreta de la familia Tephritidae del orden Diptera.

## Historia
Fitch la describió científicamente por primera vez en el año 1855.